# José Jaime González Pico
José Jaime González Pico, conegut com a Chepe González, (Sogamoso, Boyacá, 28 de juliol de 1968) va ser un ciclista colombià, professional del 1992 al 2001. Gran escalador, va guanyar dos cops el Gran Premi de la muntanya al Giro d'Itàlia així com dues etapes. També aconseguí una etapa al Tour de França de 1996 i guanyar dos cops la Volta a Colòmbia.

## Palmarès
- 1990
  - Vencedor d'una etapa a la Volta a Colòmbia
- 1991
  - Vencedor de 2 etapes al Clásico RCN
- 1992
  - Vencedor d'una etapa a la Volta a Colòmbia
- 1994
  - 1r a la Volta a Colòmbia i vencedor de 3 etapes
- 1995
  - 1r a la Volta a Colòmbia i vencedor de 2 etapes
  - Vencedor d'una etapa al Clásico RCN
- 1996
  - Vencedor d'una etapa al Tour de França
  - Vencedor d'una etapa al Clásico RCN
- 1997
  - Vencedor d'una etapa al Giro d'Itàlia i  1r del Gran Premi de la muntanya
- 1999
  - Vencedor d'una etapa al Giro d'Itàlia i  1r del Gran Premi de la muntanya
  - Vencedor d'una etapa a la Volta a Colòmbia

### Resultats al Giro d'Itàlia
- 1995. 52è de la classificació general
- 1997. 15è de la classificació general.  1r del Gran Premi de la muntanya i vencedor d'una etapa
- 1996. 12è de la classificació general
- 1999. 23è de la classificació general.  1r del Gran Premi de la muntanya i vencedor d'una etapa
- 2000. 31è de la classificació general
- 2001. Abandona (8a etapa)

### Resultats al Tour de França
- 1996. 96è de la classificació general. Vencedor d'una etapa
- 1997. Abandona (18a etapa)

### Resultats a la Volta a Espanya
- 1998. Abandona